# Freescale 683XX
A Freescale 683xx (korábban Motorola 683xx) egymással kompatibilis mikrovezérlők egy családja, amelyek a Freescale 68000-alapú CPU magjait tartalmazzák. A családot hardverleíró nyelv alkalmazásával tervezték, ezáltal a részei szintetizálhatók és jól alkalmazkodnak a fejlett gyártási eljárásokhoz, pl. a lapkák kicsinyítéséhez.
Két CPU magot használnak a 683xx családban: a 68EC000 és a CPU32 magokat. A CPU32 mag utasításlészlete hasonlít a Motorola 68020-aséhoz, csak hiányoznak belőle a bitmező-kezelő utasítások, és van néhány specifikus utasítása, mint pl. a táblázatos interpoláció (table lookup and interpolate), és van egy alacsony fogyasztású megállított üzemmódja is.
A mikrovezérlő moduljait a processzortól függetkenül tervezték és a kibocsájtott CPU-kkal párhuzamosan tesztelték. Ezt a folyamatot a tervezők „előretervezésnek” (design-ahead) nevezték, mivel mire a szilíciumtechnológia rendelkezésre állt, a Motorola tervei már készen álltak a gyártásra és a piacra való kilépésre. Sok ilyen modul átkerült a Coldfire processzorvonalba is.

## Felépítése
A mikrovezérlők számos modult tartalmaznak, amelyek a belső sínnel csatlakoznak egymáshoz:
- Teljesen statikus CPU mag, a teljes leállás és a maximális órajel (25 vagy 33 MHz) közötti tetszés szerinti órajelen működhet.
- A CPU magot a minimális tranzisztorszám és a maximális teljesítmény szempontjából tervezték.
- Rendelkezik background debug mode (BDM) áramkörön belüli nagysebességű soros hibakereső / debug interfésszel; ez az interfész a 683xx sorozatban jelent meg először. A modeern processzorokban is elterjedt a szabványos soros debug-interfész használata, ami általában JTAG.
- SIM (System Integration Module, rendszerintegrációs modul), amely fölöslegessé teszi a csatlakoztató logika nagy részét, mivel ellátja a csipválasztás és címdekódolás feladatait. A SIM biztosít még egy órajelgenerátort, watchdog-okat a különböző rendszerműveletekhez, kezeli a processzor kivezetéseinek konfigurációját, periodikus időzítőt és egy megszakításvezérlőt is tartalmaz.

Különféle egyéb modulok is rendelkezésre állnak a 683xx család processzoraiban:
- TPU: Timing Processor Unit, időzítőprocesszor, tetszőleges időzítési feladat ellátására: időzítők, számlálók, arányos impulzusszélesség-vezérlés, impulzusszélesség-mérés, impulzusgenerálás, léptetőmotorvezérlők, kvadratúra-demoduláció, stb. A Freescale ehhez ingyenes fejlesztőrendszert és forráskódot ad.
- Egy kisegítő RAM, amely megduplázza a TPU számára rendelkezésre álló programozható tárterületet.
- Néhány korai modell két konvencionális számláló-időzítővel rendelkezik.
- GPT: general purpose timer, általános célú időzítő modul; impulzuskód-akkumulátorokat nyújt, befogó/összehasonlító és impulzusszélesség-modulációs lehetőségeket ad.
- Néhány modellben hálózati interfész-processzorral rendelkezik kommunikációs processzormodul (CPM) formában, valamint soros kommunikációs interfészekkel (SCC), amelyek az Ethernet vagy HDLC sínekre csatlakoznak.
- A legtöbb modellben van láncolt soros modul (QSM), amely szinkron soros perifériainterfész (SPI) és logikai szintű RS232 UART képességeket nyújt.

## A processzorcsalád egyes tagjai

### Az MC68340
Az MC68340 egy nagy teljesítményű 32 bites mikroprocesszor DMA-val.
Jellemzői
- Magas funkcionális integráció egyetlen szilíciumlapkán
- Kétcsatornás alacsony késleltetésű DMA-vezérlő a nagy sebességű memóriaátvitelhez
- Kétcsatornás univerzális szinkron-aszinkron adóvevő (USART)
- Két független számláló/időzítő
- Rendszerintegrációs modulja több olyan funkciót tartalmaz, amelyeket tipikusan külső PAL-ok, TTL-ek és ASIC-ek végeznek
- 32 címvonal, 16 adatvonal
- Energiafogyasztás-szabályozás
- 0–16,78 MHz vagy 0–25,16 MHz dinamikus órajel
- 144 tűs kerámia Quad Flat Pack (CQFP) vagy 145 tűs műanyag Pin Grid Array (PPGA) tokozás
- 3,3 V és 5 V-os változatokban készült

Az MC68340 a Motorola MC68300 családjába tartozó alkatrészek egyike. Ebbe a családba tartoznak még az MC68302, MC68330, MC68331, MC68332, és MC68F333 processzorok.
A MC68340 integrált processzort a Motorola fejlesztette ki és az 1990-es évek elejétől volt gyártásban, 1992-től már rendelhető volt. A Motorola utódcége, a Freescale folytatta a gyártást. Az NXP már nem gyártja, de kiterjedt dokumentáció rendelkezésre áll.